# 臭冷杉
臭冷杉（学名：Abies nephrolepis）为松科冷杉属的植物。分布于朝鲜、俄罗斯、乌苏里以及中国大陆的雾灵山、围场、河北：小五台山、山西：五台山、东北：小兴安岭、长白山区及张广才岭等地，生长于海拔300米至2,100米的地区，多生于山坡针阔混交林中或针阔混交林中，目前已由人工引种栽培。

## 别名
臭松、白松、臭枞（东北），东北冷杉（中国树木分类学），白果枞（河北习见树木图说），白枞（中国祼子植物志），华北冷杉（华北经济植物志要），胡桃庐子、冷杉（河北小五台山），罗汉松（河北东陵），桃江庐子（河北涿鹿）